# Oderwitz
Oderwitz (alt sòrab: Wódrjeńca) és un municipi alemany que pertany a l'estat de Saxònia. Es troba a nou quilòmetres al nord-oest de Zittau, i a quinze al sud de Löbau. Limita amb Eibau al nord-oest, Herrnhut al nord, Großhennersdorf al nord-est, Mittelherwigsdorf al sud-est, Hainewalde al sud i Leutersdorf al sud-oest.